# Цой, Юрий Алексеевич
Юрий Алексеевич Цой (5 апреля 1941 — 8 июня 2024) — российский учёный в области механизации и автоматизации животноводства, доктор технических наук (1988), заслуженный деятель науки и техники (1996), член-корреспондент РАСХН (2007), член-корреспондент Российской академии наук (2014).

## Биография
Родился 5 апреля 1941 года в Кзыл-Орде Казахской ССР. Окончил Целиноградский СХИ по специальности «Механизация сельскохозяйственного производства» (1963, после чего работал инженером, главным инженером отдела Северного НИИ животноводства в Петропавловске) и аспирантуру ВНИИ электрификации сельского хозяйства (1967—1970). Защитил кандидатскую диссертацию «Исследование напорных устройств центробежных сепараторов линий первичной обработки молока животноводческих ферм колхозов и совхозов».
Младший, старший научный сотрудник (1970—1974), заведующий лабораторией (1974—1976), заведующий отделом (с 1976) в ВНИИ электрификации сельского хозяйства. В 1988 году защитил докторскую диссертацию «Механико-технологическое обоснование повышения эффективности механизированных поточных линий доения коров и первичной обработки молока».
Одновременно с 1992 года — генеральный директор Научно-производственного предприятия «Фемакс». С 2000 года — директор межотраслевого научно-технического центра по машинному доению, созданного в ГНУ ВИЭСХ по решению Президиума РАСХН.
Профессор по специальности «Механизация сельскохозяйственного производства» (1992), член-корреспондент РАСХН (2007), член-корреспондент РАН (2014).
Разработчик технологических линий доения коров, обработки и переработки молока.
Умер 8 июня 2024 года в возрасте 83 лет.

## Награды и звания
- Заслуженный деятель науки и техники Российской Федерации (1996)
- Почётный работник агропромышленного комплекса Российской Федерации (2011)

## Труды
Опубликовал более 200 научных трудов. Получил 80 авторских свидетельств и патентов на изобретения.
Книги:
- Молочные линии животноводческих ферм и комплексов / ВАСХНИЛ. — М., 1982. — 222 с.
- Блочно-модульные принципы создания сельскохозяйственной техники / соавт.: Н. В. Краснощеков и др. — М., 1998. — 102 с.
- Тенденции развития доильного оборудования за рубежом: аналит. обзор / соавт.: Н. П. Мишуров и др.; Рос. НИИ информ. и техн.-экон. исслед. по инж.-техн. обеспечению агропром. комплекса. — М., 2000. — 75 с.
- Опыт реконструкции и технологической модернизации молочных ферм / соавт.:Л. П. Кормановский и др.; МСХ РФ, Рос. НИИ информ. и техн.-экон. исслед. по инж.-техн. обеспечению агропром. комплекса (ФГНУ «Росинформагротех»). — М.: Росинформагротех, 2010. — 190 с.
- Организация, техника и технология машинного доения коров: учеб. пособие… / соавт.: Л. П. Карташов и др.; Оренбург. гос. аграр. ун-т. — Оренбург: Изд. центр ОГАУ, 2012. — 255 с.
- Технологическое и техническое переоснащение молочных ферм / соавт.: Л. П. Кормановский и др.; ФГБНУ «Росинформагротех», 2014. — 266 с.
- Биомашсистемы. Теория и приложения. Т.2: Развитие теории и приложения / соавт.: В. И. Черноиванов и др. — М.: ФГБНУ «Росинформагротех», 2016. — 214 с.